# Yachad
Yachad var på 1980-talet ett socialdemokratiskt parti i det israeliska parlamentet Knesset.
Namnet Yachad (יח"ד) är något av en ordlek. Ordet betyder "tillsammans" på hebreiska men bokstäverna är också en förkortning för "Socialdemokratiskt Israel".
Partiet var anslutet till Socialistinternationalen.